# Dmitrij Szewczenko
Dmitrij Stiepanowicz Szewczenko (ros. Дмитрий Степанович Шевченко, ur. 13 listopada 1967 w Moskwie) – rosyjski florecista reprezentujący także ZSRR, dwukrotny medalista olimpijski i pięciokrotny medalista mistrzostw świata.
Na igrzyskach olimpijskich w Barcelonie w 1992 roku był piąty w turnieju drużynowym i trzynasty w indywidualnym. Podczas rozgrywanych cztery lata później igrzysk olimpijskich w Atlancie reprezentacja Rosji w składzie: Dmitrij Szewczenko, Ilgar Mamiedow i Władisław Pawłowicz zdobyła złoty medal w zawodach drużynowych. Indywidualnie zajął tam siedemnaste miejsce. Brał również udział w igrzyskach olimpijskich w Sydney w 2000 roku, gdzie indywidualnie wywalczył brązowy medal, plasując się za Kim Young-ho z Korei Południowej i Niemcem Ralfem Bißdorfem.
Podczas mistrzostw świata w Denver w 1989 roku, w barwach ZSRR, wspólnie z Aleksandrem Romankowem, Serhijem Hołubyckim, Borisem Korieckim i Ilgarem Mamiedowem zdobył złoty medal w zawodach drużynowych. Na mistrzostwach świata w Lyonie rok później zdobył brązowe medale drużynowo i indywidualnie. W barwach Rosji wywalczył dwa medale. Najpierw zwyciężył w turnieju indywidualnym podczas mistrzostw świata w Hadze w 1995 roku, pokonując w finale Hiszpana José Francisco Guerrę. Na tej samej imprezie razem z Anwarem Ibragimowem, Ilgarem Mamiedowem i Władisławem Pawłowiczem zdobył srebrny medal drużynowo.
Ponadto zdobył złoty medal indywidualnie na mistrzostwach Europy w Krakowie w 1994 roku oraz brązowy w tej samej konkurencji podczas mistrzostw Europy w Keszthely rok później.